# Rhynchospora kuntzei
Rhynchospora kuntzei är en halvgräsart som beskrevs av Charles Baron Clarke och Carl Ernst Otto Kuntze. Rhynchospora kuntzei ingår i släktet småag, och familjen halvgräs. Inga underarter finns listade i Catalogue of Life.